# 깟바섬
깟바섬(Quần đảo Cát Bà / 群島葛婆)은 베트남 북부의 하롱 만의 남동부 가장자리에 깟바 군도를 구성하는 260km2 면적에 걸친 367개 섬 중에서 가장 큰 섬이다. 깟바 섬은 285km2의 표면적을 가지고 있으며 하롱베이의 극적이고, 험한 특성의 산악지대의 특성을 가지고 있다. 보통 하노이의 여행사가 운영하는 하롱베이 투어에서 1박하는 호텔 숙소로 사용되는 곳이기도 하다. 이 섬은 행정구역상 베트남에서 가장 유명한 산업 도시인 하이퐁 시에 속해 있다.
깟바는 하롱 만의 가장 큰 섬으로 그 지역의 약 절반이 국립공원이며, 멸종 위기종인 깟바 랑구르(구세계원숭이)의 서식지이기도 하다. 이 섬의 바다와 육지 모두 다양한 자연생태계가 존재하며, 매우 높은 생물 다양성을 자랑한다. 깟바 군도에서 발견되는 자연 서식지의 유형에는 석회석 카르스트, 열대 석회암 숲, 산호초, 망그로브와 해초지대, 석호, 해변, 동굴 및 버드나무 습지가 포함된다. 깟바 섬은 하롱베이에서 유일하게 인구가 많은 섬 중 하나이며, 6개의 다른 코뮌에 거주하는 약 13,000명의 주민들과 해안가에 떠 있는 수상가옥에 거주하는 4,000명 이상의 주민들이 거주하고 있다. 인구의 대다수는 깟바 마을에서 찾을 수 있으며, 이곳은 섬의 남쪽 끝(국립공원 남쪽으로 15km)에 위치해 있고, 이 섬의 상업중심지이기도 하다. 1997년 이래로 깟바 마을은 빠르게 성장하였고, 섬과 하롱 만의 관광중심지가 되었다. 특히, 이 섬의 거의 전 지역에 무료로 사용할 수 있는 와이파이 액세스 포인트와 3.75 세대 모바일 네트워크가 설치되어 있어 여행자가 쉽게 여행할 수 있다.

## 역사

병원 동굴

‘깟바’라고 불리는 역사적인 이름은 ‘여자 섬’을 의미한다. (Cac은 모두를 의미하고 Ba는 여성을 의미) 전설에는 수세기 전 짠 왕조의 세 여성이 살해를 당했고 그 시체가 깟바 섬으로 흘러들었다고 전해지고 있다. 각 시체는 다른 해변에서 떠내려갔고, 세 사람 모두 현지 어부들에게 발견되었다. 깟바의 주민들은 그 여자들을 위한 사원을 지었고, 그 섬은 곧 깟바로 알려지게 되었다.
고고학적 증거에 따르면 깟바 섬에는 사람들이 거의 6,000년 동안 살았으며, 가장 초기의 거주지가 반베오 항구가 있는 지역에서 가까운 섬의 남동쪽 끝에서 발견되었다. 1938년 프랑스 고고학자들은 “4,000에서 6,500년 전에 살았던 하롱 문화의 카이베오 족에게 속한 인간 유적지를 발견했다. 이들은 베트남 북동부 영해를 점령한 최초의 인구 집단으로 간주되며, 카이베오 족들은 약 4,000년 전인 신석기 시대 말기의 인구 계층 사이의 중간 연결고리가 될 수 있다.”
좀 더 최근의 역사에서, 깟바 섬은 주로 베트남과 중국 어부가 거주하였으며, 프랑스와 미국 전쟁의 영향을 크게 받았다. 이 섬은 전략적인 경계 지점이었고, 전쟁 중 폭격으로 지역 주민들은 종종 수많은 동굴 사이에 숨어살기도 했다. 오늘날 두 전쟁의 가장 중요한 증거는 관광 명소로 바뀌었다. 비밀리에 만들어진 병원 동굴(Hospital Cave)은 베트남 전쟁 중 폭격을 막을 수 있는 병원이었고, 베트콩 지도자들에게는 안전가옥이었다. 이 3층짜리 건축물은 1975년까지 사용되었으며, 깟바 마을에서 북쪽으로 10km 밖에 떨어져 있지 않았다. 두 번째 볼거리는 새로 지어진 대포 요새로 해발 177m 높이에 위치하고 있어, 방문객들에게 오래된 벙커와 헬리콥터 착륙장을 구경거리로 제공하고, 깟바 섬, 해안 그리고 란하 만 근해의 석회암 카르스트를 조망할 수 있는 멋진 풍광을 제공한다.
1979년, 크메르루즈 통치를 종식시킨 베트남의 캄보디아 침공에 대응하여 중국과 베트남 간에 제3차 인도차이나 전쟁이 발발했다. 중국과 베트남 간의 관계가 험악해지면서 베트남 정부는 하롱 만 주변에서 약 3만 명에 이르는 중국계 어부들 추방했다.

## 관광

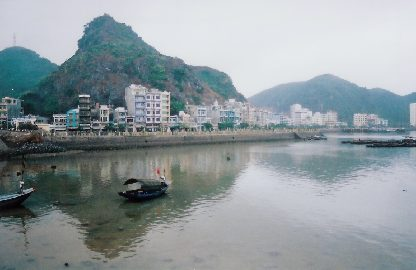
석회석 언덕이 보이는 깟바 마을

오늘날 섬 내의 큰 도로 건설, 항구 건설과 깟바 마을의 범람 방지 그리고 발전기와 1997년 말에 시작된 안정적인 전기 공급 등의 기반시설이 정비되었다. 대형 페리와 바지선을 타고 본토에서 섬으로 트럭과 자동차를 운반할 수 있게 되면서 관광객이 쉽게 섬을 방문할 수 있게 되었다. 이로 인해 2001년 시작된 깟바 섬의 관광과 개발이 급격히 증가하게 되었다. 그 이후로 많은 하롱베이 크루즈 여행 일정에 깟바 섬의 1박 일정이 포함되게 되었으며, 연간 35,000명이 넘는 방문객을 수용할 수 있는 대규모의 5층짜리 저비용 호텔이 해안가에 들어서게 되었다.
현재 깟바 섬의 관광 디렉토리 팜플렛에는 105개가 넘는 호텔이 저예산 호텔부터 고급 리조트에 이르기까지 많은 숙박시설이 건설 중에 있다. 현재, 섬의 남쪽 해안을 변화시키고 있는 대규모 프로젝트인 깟바 아만티나 공사가 진행 중이다. 아만티나 복합단지는 171.57 헥타르에 이르는 ‘세계적 수준의 통합 마리나, 카지노, 리조트 및 테마파크’가 될 것이며, (VITC)는 한 번에 거의 6,000명의 거주자를 수용할 수 있게 될 것이다. 아만티나는 7개의 리조트 단지로 800개의 빌라, 3개의 선착장, 1개의 국제 컨벤션 센터, 6개의 5성급 호텔과 1개의 4성급 호텔 (VITC)을 계획하고 있다.
이 프로젝트의 규모는 매우 거대하며, 기본적으로 깟바에 고급스러운 미니 시티를 만들고 전 세계의 관광객을 유치할 것이다. 깟바 섬은 베트남의 모험 관광의 중심지가 되고 있으며, 광고되는 많은 액티비티는 자연을 기반으로 한다. 방문객들은 하롱 만과 깟바 군도를 따라 카약을 타거나, 보트 크루즈를 하거나, 국립공원을 따라 하이킹을 하고, 섬 주변으로 산악자전거를 타면서 바로 원숭이 섬에서 시간을 보낼 수 있다. 관광객은 원숭이 섬 리조트에 머물며 휴식 시간을 가질 수 있다. 섬의 많은 동굴을 탐험하거나, 깟 해변 1, 2 또는 3 (깟바 마을에서 3km 떨어진 모래사장 해변)에서 수영하거나 석회암 카르스트에서 암벽 등반을 할 수도 있다.
하이퐁(50km), 하노이(150km)와 같은 인구가 많은 도시에서 접근성이 좋고, 심지어 여름이나 성수기에는 도시의 더위와 오염을 피하기 위해 많은 중국인 방문자가 섬에 방문하여 피서를 한다. 깟바 섬은 할 거리들이 많기 때문에 외국인 관광객과 베트남 방문객 모두에게 중요한 여행지가 되었다.

### 육지에서 깟바 섬으로의 이동

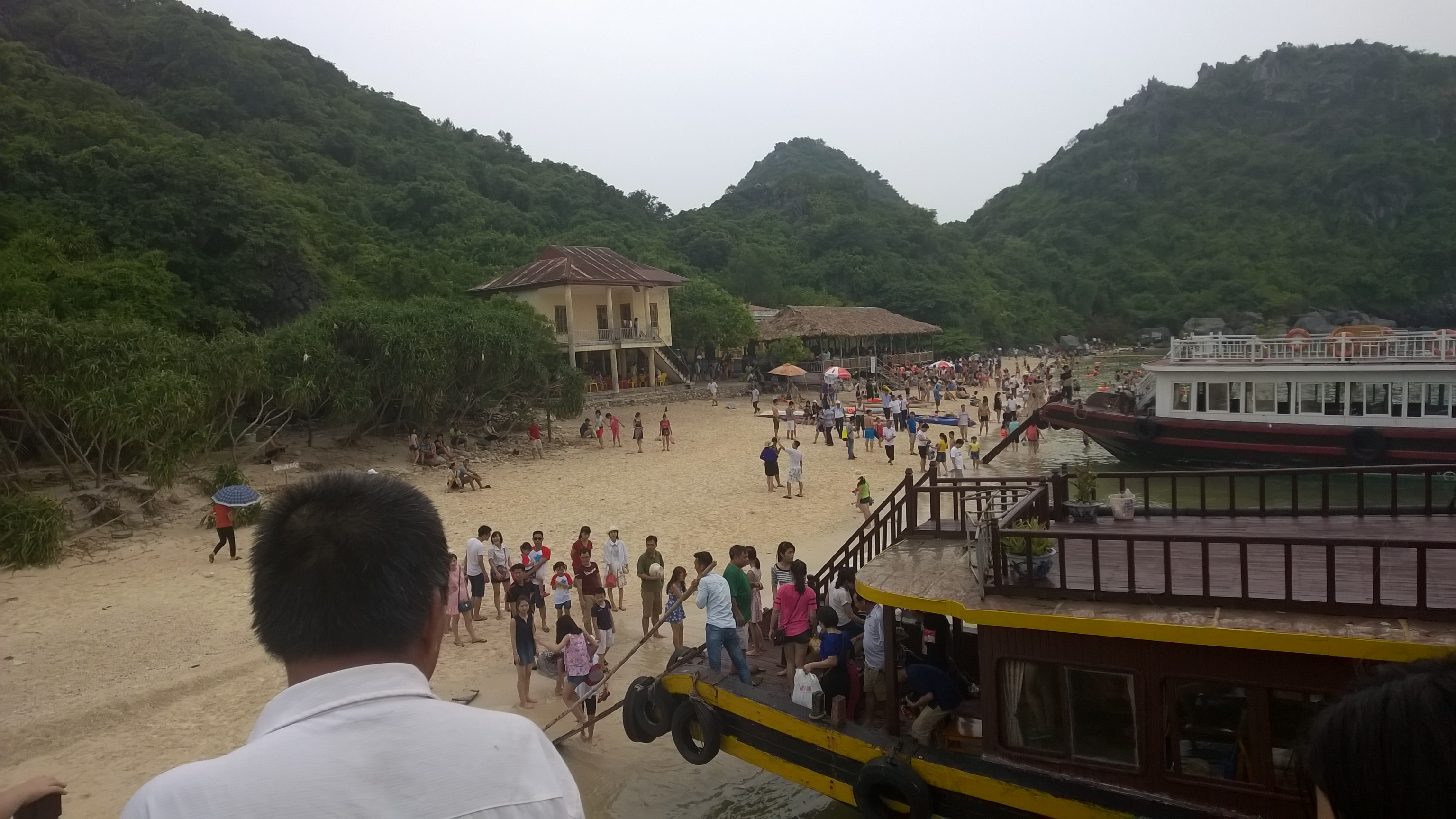
깟바 보트 선착장

- 하롱에서 + 뚜안차우- 깟바 (지아 루안 부두)에서
뚜안 차우 - 깟바 페리 노선은 하롱에서 깟바 섬까지 여행하는 관광객을 위해 베트남의 유명한 두 해안 도시를 가장 빨리 연결하는 유용한 수단 중 하나이다. 페리 노선의 취항은 두 지역의 관광 개발을 촉진시켰다.
+ 하롱 - 깟바 (베오 부두)
- 하이퐁에서 + 벤빈 (하이퐁) 루트 - 깟바
+ 딘부 (하이퐁) - 카이비엥 (깟바)
새로 놓인 고속도로인 하이퐁 – 깟바 고속도로는 여행에 많은 시간을 절약할 수 있도록 도와준다.
2017년 5월 14일, 동남아시아를 가로 지르는 가장 긴 강(5.44km 길이)은 떤부-락후옌 고속도로 프로젝트에 공식적으로 완료되었다. 이 프로젝트로 만들어진 떤부-락후옌 대교를 건너면 이전처럼 페리를 기다리는 대신 깟하이 섬으로 가는 데 5분밖에 걸리지 않게 되었다. 이것은 또한 깟바 관광객을 유치하기 위해 깟바 관광 개발을 가속화하는 계기가 될 것으로 기대하고 있다.

## 깟바 국립공원

응우람 정상에서 본 깟바 국립공원

깟바 섬의 중심부에는 시각적으로 놀랍고, 생태학적으로 다양한 국립공원이 있다. 1986년에 98km2(섬의 총 육지 면적의 약 1/3)가 베트남의 해양보호구역(Dawkins 14)을 포함하는 최초의 보호구역인 깟바 국립공원으로 합병되었다. 이전에는 목재 회사의 사유지였다. 2006년에 국립공원의 경계가 다시 정해졌기 때문에 공원은 109km2의 육지 면적과 52km2의 연안 해역과 망그로브가 덮힌 갯벌지역을 포함하게 되었다. 공원에는 60명 이상의 공원 관리자를 포함해 92명이 직원을 배치했다.
2004년에 깟바 군도는 여러 육상과 수생 생태계뿐만 아니라 섬에서 발견되는 다양한 식물과 동물의 생명을 보호하기 위해 유네스코 인간 및 생물권 예비 지역으로 선언되었다. 유네스코는 군도를 3개의 별개의 영역으로 나누어, 각 영역에 섬의 개발과 보전 조치를 규제하는 특정 기능과 제한을 두었다.

### 핵심지대
핵심 지역은 합법적으로 설정될 필요가 있으며 연구와 감시를 제외하고는 인간 활동의 대상이 되지 않는다. 경우에 따라 지역 사회에서 전통적인 채취 용도로는 사용할 수 있다. 깟바 국립공원은 깟바 군도의 생물권 보호구의 핵심지대를 일정 부분 구성한다. (8,500 헥타르, 그중 2,000 헥타아르는 해상 구역)

### 완충지대
완충지대는 핵심지대를 둘러싸거나 인접해야 한다. 활동은 핵심지대의 보전 목표를 방해하지 않아야 하고, 보호하는 데 도움이 되도록 구성된다. 실험적인 연구를 위한 영역일 수 있으며 교육, 관광 및 레크리에이션 시설을 수용할 수 있다. (7,741 헥타르, 그중 2,800헥타아르는 해상 지대임)

### 외부 이전지대
지역, 국가 및 세계적인 보전과 개발과 관련된 연구, 감시, 교육 및 정보 교환을 지원한다. (10,000 헥타르, 그 중 4,400헥타르가 해양)

### 국립공원의 목표
최우선 목적은 보존이며 공원은 주로 열도의 자연과 야생 생물을 보호하기 위해 최선을 다하고 있다. 두 번째 목적은 과학 연구이며, 세 번째 목적은 생태 관광과 환경 교육을 촉진하는 것이다. 세 번째 우선 과제는 보전과 경제적 목표의 균형을 이루는 생태관광 및 보전 프로그램을 통해 국립공원의 완충지대에 살고 있는 소규모 공동체의 경제적 발전을 증진시키는 것이다.

### 생물다양성
자연의 아름다움 외에도 공원에는 거의 믿을 수없는 종들이 서식하고 있다. 공원에는 406종의 나무, 661종의 약용식물, 196종의 식용식물 등을 포함하여 186군의 식물 1,561종이 있다. 이 섬의 동물군은 279종이 있으며, 18 개체 53종의 포유류 종과 23종의 멸종위기종 및 심각단계 멸종 위기에 처한 종을 포함하고 있다.
160종의 조류 종이 있고, 66종의 파충류와 양서류, 79개체의 다른 종류의 곤충 274종이 있다. 수중에는 900종의 바다물고기, 178종의 산호초, 7종의 바다뱀, 4종의 바다거북, 21종의 해초가 군도 전체에서 발견된다.

### 깟바 랑구르

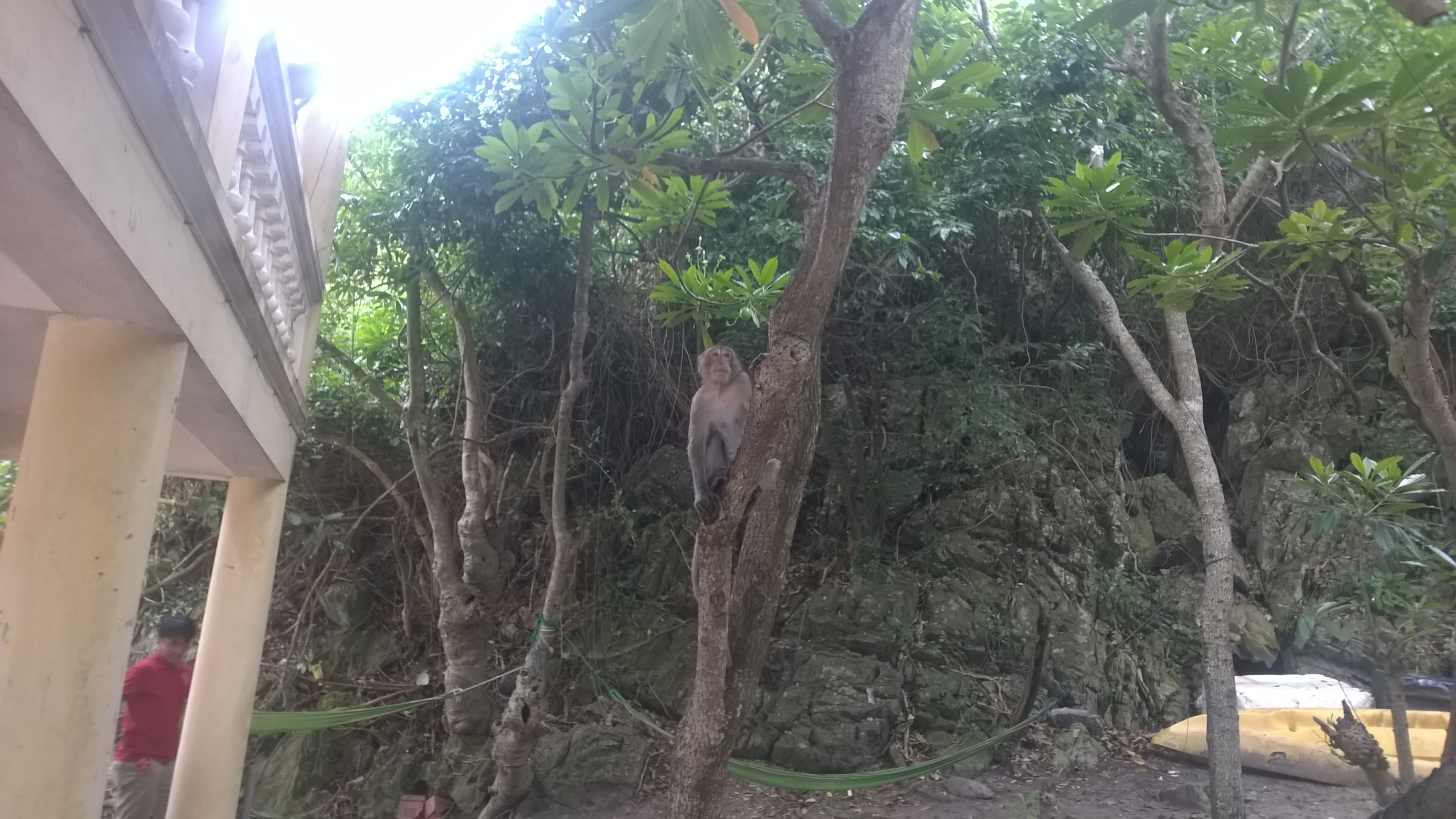
깟바 랑구르

깟바 랑구르(구세계원숭이, Trachypithecus poliocephalus), 또는 황금머리 랑구르는 깟바 섬 고유종이며, 세계에서 가장 심각한 멸종위기 영장류 중 하나이다. 약 2,400마리 ~ 2,700마리 사이였던 랑구르 (구세계원숭이)의 개체수는 전통 의학을 목적의 밀렵과 인간 개발로 인한 서식지 파괴로 인해 2003년 40개체로 줄어들었다.
오늘날 야생에 약 68개체의 랑그르만 남아 있다. 랑구르(구세계원숭이) 개체와 그 서식지는 깟바 랑구르 보존 프로젝트(CBLCP)에 의해 감시되고 있다. CBLCP는 국립공원 직원과 깟바 섬 그리고 하이퐁 지방의 지방 정부와 긴밀하게 협력하는 독일에 기반을 둔 NGO이다. 특히 랑구르 (구세계원숭이)의 서식지를 보호하고, 전체 깟바 군도의 생물다양성과 환경을 보존하는 데 도움을 주기 위해 하이퐁의 농촌개발부(Agricultural and Rural Development) 프로젝트가 과거에 직면했던 어려움을 앞으로도 직면하게 될 것이다. CBLCP는 현장 보존 프로젝트이며, 이 프로젝트로 동물과 그 서식지를 보호하기 위해 노력한다는 것을 의미한다. (동물원에 랑구르를 수용할 계획은 없다). 이것은 랑구르를 보존하기 위한 노력을 기울임으로써 열도의 자연환경을 보호하고, CBLCP가 군도에서 발견되는 모든 종을 보존하고 숲의 전반적인 건강을 보호하기 위해 실제로 일을 한다는 것을 의미한다. 랑구르 개체수가 급격히 감소한 가장 큰 이유는 불법적인 밀렵과 전통적인 의약 목적을 위한 랑구르의 포획이었다. 랑구르는 생계를 위해 숲에 의존해야 했고, 빈약한 수입을 보전하기 위해 랑그르를 팔았던 지역민들과 국제적으로 야생동물을 불법적으로 거래하는 일부 섬 밖의 밀렵꾼들에 의해 랑구르가 밀반출되었기 때문이다. 랑구르가 직면한 또 다른 주요 위협은 인간 개발의 증가로 인한 서식지 분화이다. 현재 랑구르 개체군은 깟바 섬의 다섯 곳에서, 7개로 격리된 하위 집단으로 분열되어 있다. 대부분의 랑구르 집단은 수가 적어서, 일부 개체군이 번식이 불가능해, 늙은 개체를 대체할 수가 없다는 것이다.
이 문제를 해결하기 위해 CBLCP는 두 가지 접근 방식에 노력을 집중하고 있으며, 랑구르 개체의 감소 등의 보존 문제와 지역 주민에 의존하는 보호네트워크를 만드는 방법에 대한 교육과 인식 수준을 홍보하고 있다. 이 두 가지 접근 방식은 모두 프로그램을 보다 효과적으로 만들기 위해 깟바 섬의 주민들을 참여시키기 위해 큰 노력과 관심을 기울인다. CBLCP는 또한 깟바 섬에 대한 환경 인식과 교육 수준을 높이는 데 적극적으로 노력하고 있다. 그들은 또한 깟바 섬 주민들과 자연 환경 사이의 연결고리를 만들기 위해서도 노력한다. 공원에서 보호하고 있는 다른 포유류로는 사향고양이와 동양큰다람쥐도 포함되어 있다.

## 환경문제

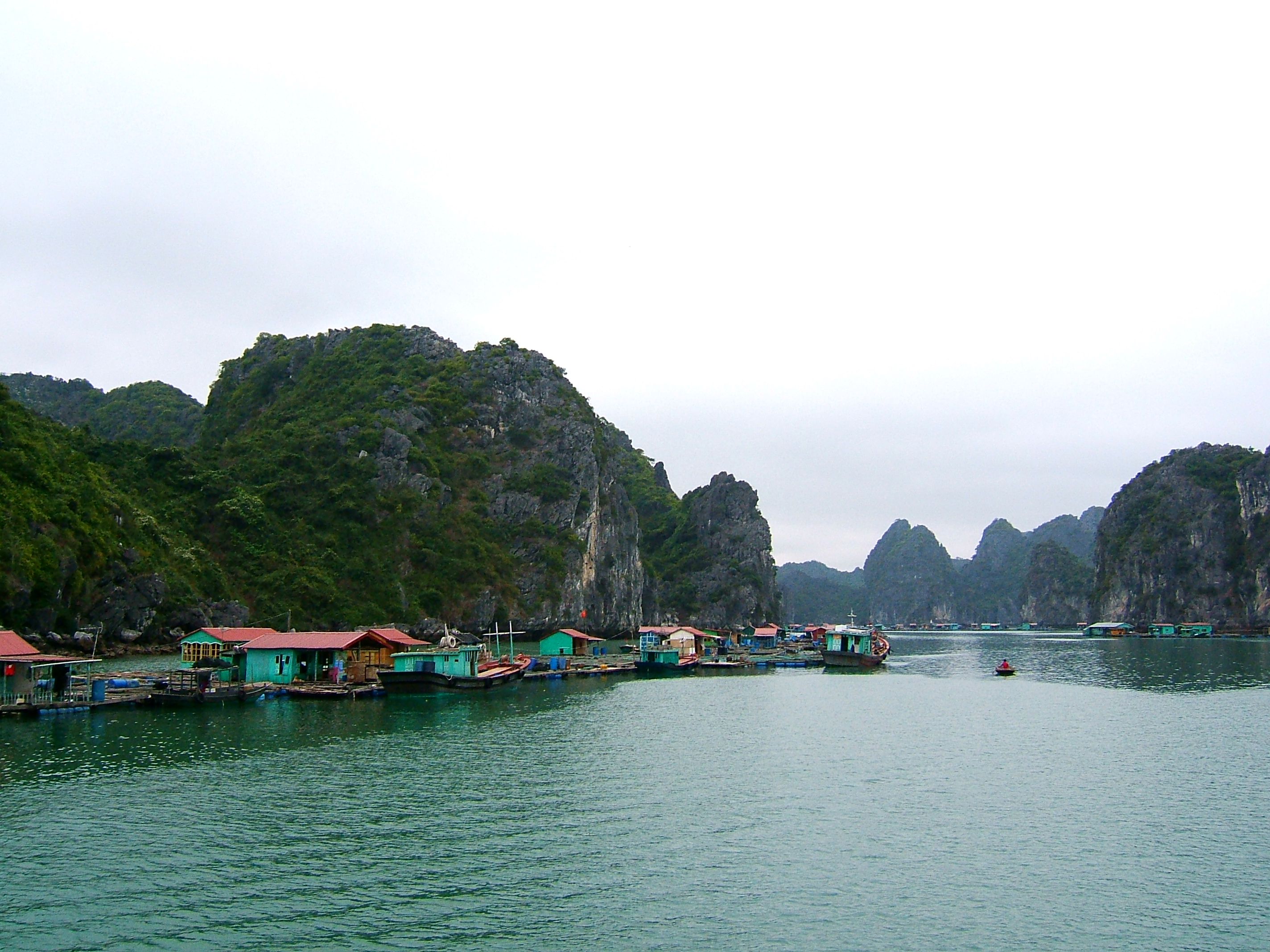
깟바의 수상 가옥

이 섬은 베트남 국립공원으로 2004년 12월 유네스코에 의해 세계 생물권 보호 구역으로 인정받았다. 그러나 깟바 섬이 자연그대로의 아름다움을 지키기에는 수많은 환경 문제에 직면해 있다. 관광과 최근 개발의 증가는 섬의 생태학적 완전성과 생물다양성을 위협하여 깟바의 수많은 종의 자연 서식지를 줄이고 분열시키고 있다. 하롱베이의 불법사냥과 밀렵, 남획과 수질오염은 계속해서 섬의 생태학적 건강을 위협한다.
많은 여행사들이 국립공원 트레킹과 3일간의 카누 여행 옵션을 제공한다. 짧은 투어는 일반적으로 깟바 마을(인구 약 8,000명)의 작은 마을이나 깟바 마을에서 약 2km 떨어진 까이베오 만에 계류된 보트에서만 밤새 숙박한다. 깟바 자체는 작은 보트가 가득한 만 주변에 매력적으로 자리 잡고 있으며, 그 배 대부분은 진주 또는 새우 양식을 위해 주말과 공휴일에는 매우 분주해 진다. 산책로에는 조명이 있고, 어두워진 이후에만 연주하는 대형 분수가 있다. 이것들은 늘어선 싼 호텔과 바로부터 뒷받침되지만, 뒤에 있는 숲이 우거진 석회암 언덕에 의해 지배된다.

## 같이 보기
- 깟바 국립공원

### 깟바 랑구르
- The Cat Ba Langur. 깟바 랑구르 보존 프로젝트, 2008년 7월 15일 확인
- Seacology Cat Ba Langur Project 해양생태계